# Lycopus
Lycopus es un género con 69 especies de plantas de flores, perteneciente a la familia Lamiaceae.  Son plantas herbáceas nativa de Europa, noroeste de Asia, y Norteamérica. Las especies se encuentran en lugares húmedos y encharcados y en corrientes de agua. Algunas especies se encuentran amenazadas y en peligro de extinción.

## Características
El género solo tiene especies perennes. Tiene pequeñas flores blancas que florecen en verano sobre las hojas axiales. Las hojas son de color verde brillante, lobuladas y opuestas.

## Especies seleccionadas
- Lycopus americanus
- Lycopus amplectens
- Lycopus europaeus
- Lycopus lucidus
- Lycopus rubellus
- Lucopus uniflorus
- Lycopus virginicus